# Roland Bombardella
Roland Bombardella (Dudelange, 9 de juliol de 1957) és un soldat i ex-velocista luxemburguès. Com a atleta, Bombardella va aconseguir el rècord nacional dels 100 i els 200 metres, i va competir als Jocs Olímpics. Va guanyar el premi a l'Esportista Luxemburguès de l'Any durant 4 edicions consecutives (1975 – 1978), un rècord que encara no ha estat igualat. Des de l'1 de gener de 2006 és l'Alt Comissari per la Protecció Nacional de Luxemburg (francès: Haut-Commissaire à la Protection nationale).